# Rymosia paraensis
Rymosia paraensis är en tvåvingeart som beskrevs av Lane 1958. Rymosia paraensis ingår i släktet Rymosia och familjen svampmyggor. Inga underarter finns listade i Catalogue of Life.